# Memphis Slim
Memphis Slim (3 de septiembre de 1915 – 24 de febrero de 1988) fue un pianista, cantante y compositor de blues. Lideró una serie de bandas que reflejaban el gusto popular por el jump blues. Su primera canción, de 1947, "Every Day I Have The Blues", se ha convertido al igual que otros temas suyos en un referente del blues, grabado por muchos otros artistas.
Fue incluido póstumamente en 1989 en el Salón de la Fama del Blues.

## Biografía

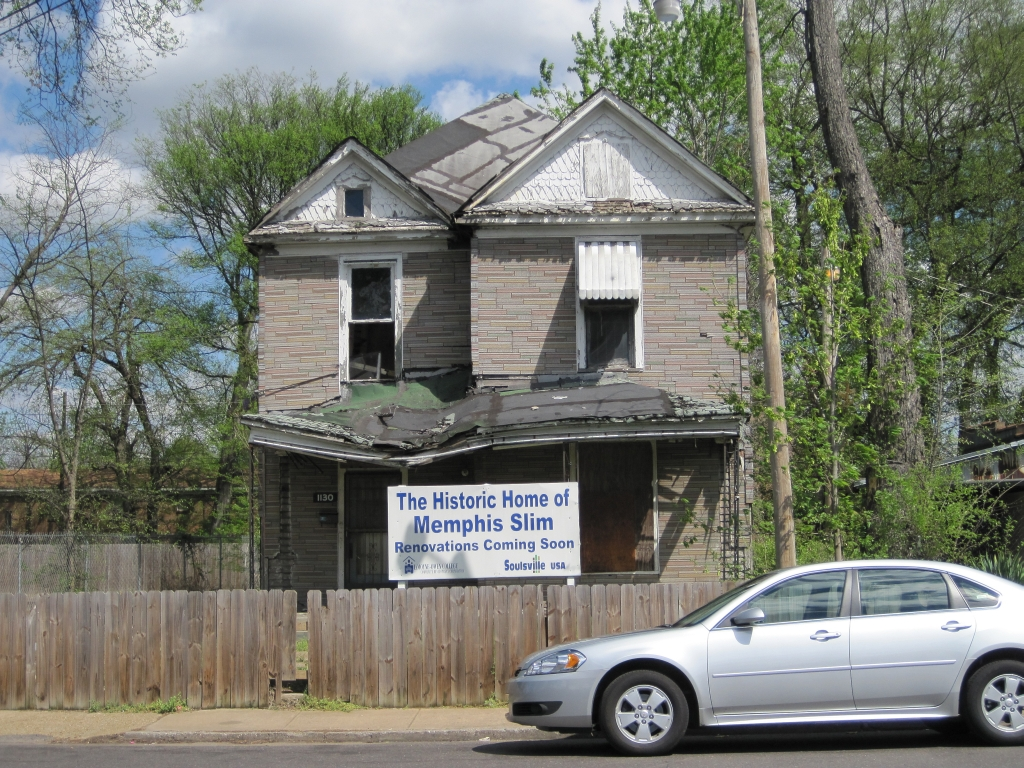
Casa histórica de Memphis Slim en Memphis

Memphis Slim nació como John Len Chatman, en Memphis, Tennessee. Para sus primeros registros, en Okeh Records en 1940, utiliza el nombre de su padre, Peter Chatman (quién cantó y tocó la guitarra y el piano) en honor a él. Empieza a actuar bajo el nombre "Memphis Slim" más tarde en el mismo año, pero continua firmando sus canciones bajo el nombre Peter Chatman.
Durante la mayoría de los años 30 actúa en honky-tonks, salas de baile y de juego en el oeste de Memphis, Arkansas y en el sureste de Misuri. Se estableció en Chicago en 1939 y empezó a colaborar con el guitarrista y cantante Big Bill Broonzy en clubes. En 1940 y 1941 graba dos canciones para Bluebird Records que formarían parte de su repertorio durante décadas, "Beer Drinking Woman" y "Grinder Man Blues". Estas fueron publicadas bajo el nombre Memphis Slim. Fue un músico de sesión habitual para Bluebird y con su talento al piano respaldó a estrellas como Sonny Boy Williamson, Washboard Sam, y Jazz Gillum. 
Después de la Segunda Guerra Mundial, Slim empezó a dirigir bandas que generalmente incluían saxos, bajo, batería y piano, reflejando el gusto popular por el jump blues. Con la disminución de las grabaciones de blues por las etiquetas importantes, Slim trabaja con etiquetas independientes. En 1945 graba con tríos para el sello de Chicago Hy-Tone Records. Mientras actuaba con una formación de saxo alto, saxo tenor, piano y bajo acústico (Willie Dixon tocó el instrumento en la primera sesión) firma con la etiqueta Miracle en 1946. Uno de los números que grabó en la primera sesión fue el exaltado boogie "Rockin' the House," del que su banda tomaría el nombre. Slim and the House Rockers grabó principalmente para Miracle hasta 1949, con algún éxito comercial. Entre las canciones que grabaron estaba "Messin' Around" (la cual logró el número uno en las listas de R&B en 1948) y "Harlem Bound". En 1947, el día después de un concierto de Slim, Broonzy y Williamson en el Town Hall de Nueva York, el folklorista Alan Lomax llevó a los tres músicos a los estudios Decca y los grabó con Slim en vocales y piano. Lomax presentó secciones de esta grabación en la Radio de la BBC en los años 50 como el documental El Arte del Negro, y más tarde publicó una versión ampliada en el LP Blues en la Noche de Mississippi. En 1949, Slim amplió su combo a un quinteto y el grupo ahora empleaba la mayoría de su tiempo en hacer giras y grabando sesiones para King Records en Cincinnati y Peacock Records en Houston.
Uno de sus registros para Miracle, publicado en 1949, que fue originalmente titulado "Nobody Loves Me" se hizo famoso como "Every Day I Have The Blues." El tema se grabó en 1950 por Lowell Fulson y posteriormente por numerosos otros artistas, incluyendo B. B. King, Elmore James, T-Bone Walker, Ray Charles, Eric Clapton, Natalie Cole, Ella Fitzgerald, Jimi Hendrix, Mahalia Jackson, Sarah Vaughan, Carlos Santana, John Mayer y Lou Rawls. Joe Williams lo grabó en 1952 para Checker Records; su remake de 1956 (incluido en Count Basie Swings, Joe Williams Sings) fue incorporado al Grammy Hall of Fame en 1992.
En 1950, Miracle sucumbe a problemas financieros, pero sus dueños se reagrupan para formar la etiqueta Premium y Slim se queda a bordo hasta que la compañía quiebra en el verano de 1951. En febrero de 1951 empezó utilizar dos saxos tenor en vez de la combinación de alto y tenor e hizo la prueba de añadir al guitarrista Ike Perkins. Durante su periodo con Premium, Slim grabó su canción: "Mother Earth" .
Nunca fue un artista de Chess, pero Leonard Chess compró la mayoría de los masters de Premium después de su desaparición.
Después de un año con Mercury, firma con United Records en Chicago. Acababa de añadir al guitarra Matt "Guitar" Murphy a su grupo. Se quedó con United hasta el fin de 1954, cuándo la compañía cortó sus grabaciones de blues.
En 1958 ficha por Vee-Jay Records. En 1959 su banda, todavía presentando a Murphy, publica el álbum Memphis Slim at the Gate of the Horn, el cual presentó algunas de sus canciones más conocidas, incluyendo "Mother Earth", "Gotta Find My Baby", "Rockin' the Blues", "Steppin' Out" y "Slim's Blues".
Su primera aparición fuera de los Estados Unidos fue en 1960, de gira con Willie Dixon, con quien regresa a Europa en 1962 como artista incluido en la primera serie del American Folk Festival organizado por Dixon, el cual trajo muchos artistas de blues notables a Europa en los 60 y los 70. El dúo publicó varios álbumes juntos en Folkways Records, incluyendo Memphis Slim and Willie Dixon at the Village Gate with Pete Seeger, en 1962.
En 1962 se instala permanentemente en París y su personalidad comprometida y la buena presentación de sus actuaciones sobre blues aseguraron su posición como uno de los más prominentes bluesman durante casi tres décadas. Aparece en televisión en varios países europeos, actúa en varias películas francesas y escribe la banda sonora para À nous deux France (1970). Actúa regularmente en París, por todas partes de Europa y en giras de regreso a los Estados Unidos. En los últimos años de su vida toca con el batería de jazz George Collier. Después de que Collier muriera en agosto de 1987, Slim raramente aparece en público, a pesar de que se reúne con Matt "Guitar" Murphy para una actuación en Antoine's en Austin en 1987.
Dos años antes de su muerte, Slim fue nombrado Comandante de la Ordre des Artes et des Lettres por el Ministerio de Cultura de la República de Francia. Además, el Senado de los Estados Unidos le honora con el título de Ambassador-at-Large of Good Will.

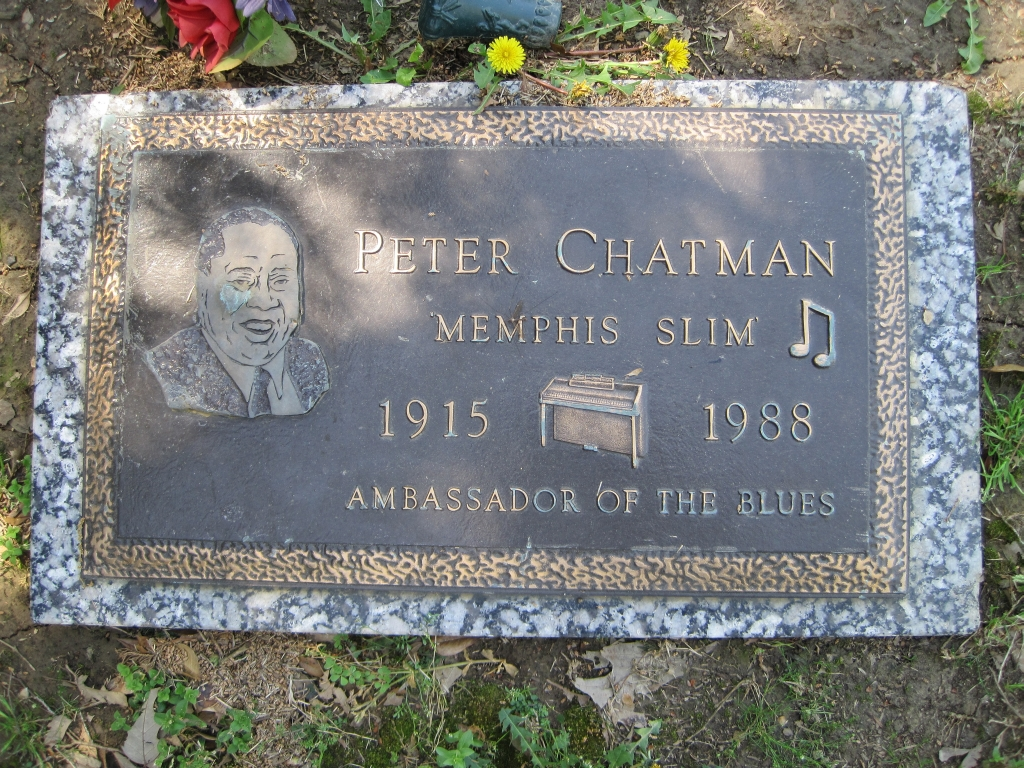
Tumba de Memphis Slim

Memphis Slim muere el 24 de febrero de 1988, de insuficiencia renal en París, Francia, en la edad de 72 años. Está enterrado en los Jardines Conmemorativos Galilee en Memphis, Tennessee.
En 1989, fue incorporado póstumamente al Blues Hall of Fame. En 2015 fue incorporado al Memphis Music Hall of Fame.

## Discografía
| Año  | Título                                                                                      | Sello                    |
| ---- | ------------------------------------------------------------------------------------------- | ------------------------ |
| 1959 | Memphis Slim and the Real Boogie-Woogie                                                     | Folkways Records         |
| 1960 | Memphis Slim and the Honky-Tonk Sound                                                       | Folkways Records         |
| 1960 | Travelling with the Blues                                                                   | Storyville               |
| 1960 | Blue This Evening                                                                           | Black Lion               |
| 1960 | Pete Seeger at the Village Gate with Memphis Slim and Willie Dixon – Vol 1                  | Folkways Records         |
| 1960 | Songs of Memphis Slim and "Wee Willie" Dixon                                                | Folkways Records         |
| 1961 | Tribute To Big Bill Broonzy                                                                 | Candid                   |
| 1961 | Steady Rollin' Blues: The Blues of Memphis Slim                                             | OBC                      |
| 1961 | Memphis Slim U.S.A.                                                                         | Candid                   |
| 1961 | Broken Soul Blues                                                                           | Beat Goes On             |
| 1961 | Chicago Blues: Boogie Woogie and Blues Played and Sung by Memphis Slim                      | Folkways Records         |
| 1961 | Blues by Jazz Gillum Singing and Playing His Harmonica: With Arbee Stidham and Memphis Slim | Folkways Records         |
| 1961 | No Strain                                                                                   | Bluesville               |
| 1962 | Sonny Boy Williamson & Memphis Slim: In Paris                                               | GNP Crescendo            |
| 1962 | Pete Seeger at the Village Gate with Memphis Slim and Willie Dixon – Vol 2                  | Folkways Records         |
| 1962 | Memphis Slim and Willie Dixon at the Village Gate with Pete Seeger                          | Folkways Records         |
| 1962 | All Kinds of Blues                                                                          | Bluesville               |
| 1963 | Alone with My Friends                                                                       | Battle                   |
| 1963 | Jazz in Paris: Aux Trois Mailletz                                                           | Polygram                 |
| 1964 | Clap Your Hands                                                                             | Maison De Blues          |
| 1967 | Legend of the Blues Vol. 1                                                                  | Jubilee Records          |
| 1967 | Bluesingly Yours                                                                            | Maison De Blues          |
| 1968 | Lord Have Mercy on Me                                                                       | Maison De Blues          |
| 1969 | The Bluesman                                                                                | Maison De Blues          |
| 1969 | Mother Earth                                                                                | One Way Records          |
| 1970 | The Blue Memphis Suite                                                                      | Maison De Blues          |
| 1970 | Messin' Around with the Blues: The Very Best Of                                             | King                     |
| 1971 | Boogie Woogie                                                                               | Maison De Blues          |
| 1971 | Born with the Blues                                                                         | Fuel 2000                |
| 1971 | Blue Memphis                                                                                | Wounded Bird             |
| 1972 | South Side Reunion: Memphis Slim & Buddy Guy                                                | Sunny Side               |
| 1972 | Old Times, New Times: Memphis Slim with Roosevelt Sykes, Buddy Guy & Junior Wells           | Barclay                  |
| 1973 | The Legacy of the Blues Vol. 7                                                              | Sonet                    |
| 1973 | Memphis Slim                                                                                | Storyville               |
| 1973 | Soul Blues                                                                                  | Acrobat Records          |
| 1973 | Raining the Blues                                                                           | Fantasy                  |
| 1973 | Memphis Slim – Favorite Blues Singers                                                       | Folkways Records         |
| 1973 | Very Much Alive and in Montreux                                                             | Universal International  |
| 1975 | Going Back to Tennessee                                                                     | Maison De Blues          |
| 1981 | Rockin' the Blues                                                                           | Charly                   |
| 1981 | Memphis Heat: Canned Heat & Memphis Slim (recorded in 1973)                                 | Sunny Side               |
| 1981 | I'll Just Keep on Singin' the Blues                                                         | SLG, LLC                 |
| 1990 | Steppin' Out: Live at Ronnie Scotts                                                         | Castle Music UK          |
| 1990 | Together Again One More Time/Still Not Ready for Eddie                                      | Texas Music Group        |
| 1990 | Parisian Blues                                                                              | Polygram                 |
| 1990 | The Real Folk Blues                                                                         | Mca                      |
| 1992 | Blues Masters Vol 9: Memphis Slim                                                           |                          |
| 1993 | London Sessions 1960                                                                        | Sequel Records UK        |
| 1994 | The Blues Collection Vol 13: Beer Drinkin' Woman                                            | ADD                      |
| 1994 | Lonesome                                                                                    | Legacy International     |
| 1994 | Live at the Hot Club                                                                        | BMG International        |
| 1995 | Boogie After Midnight                                                                       | Chicago Music Co.        |
| 1995 | Jazz & Blues collection                                                                     | Edition Atlas            |
| 1996 | The Complete Recordings, Vol. 1: 1940–1941 (Peter Chatman as Memphis Slim)                  | EPM Musique              |
| 1996 | Come Back & Other Classics                                                                  | Masters Intercontinental |
| 1996 | The Bluebird Recordings, 1940–1941                                                          | RCA                      |
| 1997 | Dialogue in Boogie: Memphis Slim & Philippe Lejeune                                         | Happy Bird               |
| 1998 | Lonely Nights                                                                               | Catfish                  |
| 1998 | Very Best of Memphis Slim: The Blues Is Everywhere                                          | Collectables             |
| 1999 | Life Is Like That                                                                           | Charly UK                |
| 2000 | The Folkways Years, 1959–1973                                                               | Smithsonian Folkways     |
| 2000 | Blues at Midnight                                                                           | Catfish                  |
| 2000 | Memphis Slim at the Gate of the Horn                                                        | Vee-Jay                  |
| 2001 | The Complete Recordings, Vol. 2: 1946–1948                                                  | EPM Musique              |
| 2001 | Essential Masters                                                                           | Cleopatra                |
| 2001 | Blue and Lonesome                                                                           | Arpeggio Blues           |
| 2001 | Ambassador of the Blues                                                                     | Indigo UK                |
| 2002 | The Complete Recordings, Vol. 3: 1948–1950                                                  | EPM Musique              |
| 2002 | I Am the Blues                                                                              | Prestige Elite           |
| 2002 | Kansas City                                                                                 | Classic World            |
| 2002 | Boogie for My Friends                                                                       | Black & Blue France      |
| 2002 | The Come Back                                                                               | Delmark                  |
| 2002 | Blues Legends: Memphis Slim                                                                 | Lead                     |
| 2003 | Three Women Blues                                                                           |                          |
| 2003 | The Complete Recordings, Vol 4: 1951–1952                                                   | EPM Musique              |
| 2004 | Worried Life Blues                                                                          |                          |
| 2004 | Grinder Man Blues                                                                           | Snapper UK               |
| 2004 | The Best of Memphis Slim                                                                    | Liquid 8                 |
| 2005 | Boogie for 2 Pianos Vol 1: Memphis Slim & Jean-Paul Amouroux                                |                          |
| 2005 | Paris Mississippi Blues                                                                     | Sunny Side               |
| 2005 | Double-Barreled Boogie: Memphis Slim & Roosevelt Sykes                                      | Sunny Side               |
| 2006 | Forty Years of More                                                                         | Passport Audio           |
| 2006 | Memphis Suite                                                                               | Sunny Side               |
| 2006 | Rockin' This House: Chicago Blues Piano 1946–1953 (CDs A&B)                                 | JSP Records              |
| 2006 | The Sonet Blues Story                                                                       | Verve Records            |
| 2006 | An Introduction to Memphis Slim                                                             | Fuel 2000                |
| 2007 | The Ultimate Jazz Archive 14 1940–41 (1 of 4)                                               | Carinco AG               |
| 2007 | Sings the Blues                                                                             | Wnts                     |
| 2007 | Chicago Blues Masters Vol 1: Muddy Waters and Memphis Slim                                  | Capitol                  |
| 2007 | Cold Blooded Woman                                                                          | Collectables Records     |
| 2008 | Greatest Moments                                                                            | Stardust                 |
| 2008 | Four Walls                                                                                  | Jukebox Entertainment    |
| 2008 | Born to Boogie                                                                              | Unlimited Media          |
| 2009 | Fip Fil and Fim                                                                             | 101 Distribution         |